# Always (chanson d'Erasure)
Pour les articles homonymes, voir Always.
Singles de Erasure
Who Needs Love like That
(1992) Run to the Sun
(1994)
Clip vidéo
[vidéo] « Always », sur YouTube
Always est une chanson du duo britannique Erasure incluse dans leur sixième album studio, intitulé I Say I Say I Say et sorti (au Royaume-Uni) le 16 mai 1994.
Le 11 avril 1994, cinq semaines avant la sortie de l'album, la chanson a été publiée en single. C'était le premier single de cet album.
Le single a débuté à la 4e place du classement des ventes de singles britannique dans la semaine du 17 au 23 avril 1994 et a gardé cette position pour une semaine de plus.